# Phương pháp chiết phenol-clorofom
Phương pháp chiết phenol-clorofom là kỹ thuật chiết lỏng-lỏng sử dụng trong hóa sinh và sinh học phân tử để tinh lọc axit nucleic và loại bỏ những phân tử protein và lipid. Nói chung, những dung dịch mẫu, các tế bào đã ly giải, hoặc mô đồng nhất được trộn lẫn với một thể tích bằng với hỗn hợp phenol:clorofom. Sau khi pha trộn, hỗn hợp này được ly tâm và phân thành hai pha riêng biệt, bởi vì hỗn hợp phenol:clorofom không thể hòa tan trong nước. Pha nước nằm ở phía trên, bởi vì nhẹ hơn pha hữu cơ nằm dưới (phenol:clorofom). Các protein và lipid kị nước sẽ chuyển vào pha hữu cơ phía dưới, trong khi những axit nucleic (cũng như những tạp chất khác như muối, đường, v.v.) còn lại nằm ở pha nước phía trên. Pha nước sẽ được rút đi bằng pipet và phải cẩn thận để tránh pipet hút tới pha hữu cơ hoặc những vật chất tại pha trung gian. Phương pháp này thường được thực hiện nhiều lần để làm tăng độ tinh khiết của DNA cần lấy.
Nếu hỗn hợp có tính axit, DNA sẽ kết tủa vào pha hữu cơ trong khi RNA vẫn còn ở pha nước, vì DNA dễ bị trung hòa hơn RNA.